# Корф, Андрей Николаевич
Барон Андре́й Никола́евич Корф (10 (22) июля 1831 — 7 (19) февраля 1893) — русский военный и государственный деятель, генерал-адъютант (1879), генерал от инфантерии (30.08.1892), первый генерал-губернатор Приамурья (1884—93). Его имя носит ряд географических объектов на Дальнем Востоке. Почётный гражданин города Хабаровска.

## Биография
Представитель остзейского рода Корфов. Родился 10 (22) июля 1831 года. Из-за смерти родителей — отца, полковника Николая Фёдоровича Корфа (1798—1831) и матери Елизаветы Андреевны (1804—1832), был взят в семью родственника, Модеста Андреевича Корфа. С 1842 года воспитывался в Пажеском корпусе, с 1848 года — камер-паж. Службу начал 26 мая 1849 года в чине прапорщика в лейб-гвардии Преображенском полку; с 06.12.1852 — подпоручик, с 11.04.1854 — поручик, с 30.08.1855 — штабс-капитан. С 09.11.1856 — командир Гвардейской учебной стрелковой роты. С 30.08.1857 — капитан. Участвовал в Кавказской войне и под Ведено был ранен в ногу, 29.06.1859 года был награждён орденом Св. Георгия 4-й степени (№ 10148 по списку Григоровича — Степанова).
В деле против Горцев при взятии укрепленного аула Ведень, в 1859 году, во время штурма Андийского редута, вызвавшись в охотники, во главе двух рот 20-го Стрелкового баталиона, бросился на означенный редут и взошел на вал в числе первых.
Около года, с 20.11.1857 по 22.10.1858 — помощник начальника Стрелковой офицерской роты. После производства 23 апреля 1861 года в полковники с 05.11.1861 по 27.10.1862 — начальник Стрелковой офицерской роты.
С 26.06.1865 — командир 99-го пехотного Ивангородского полка.
С 30 августа 1866 года — генерал-майор Свиты Е. И. В. (произведён по Манифесту 1762 года со старшинством с 30 августа 1867 года) и начальник штаба Рижского военного округа.
С 30 августа 1869 года Корф командовал лейб-гвардии Литовским полком, одновременно с 02.10.1873 — командир 1-й бригады 3-й гвардейской пехотной дивизии (Варшава), с 17.04.1874 — командующий 11-й пехотной дивизией (в дивизию не прибыл), с 29.05.1874 — командующий 34-й пехотной дивизией, 01.10.1878 произведен в генерал-лейтенанты с утверждением в должности. С 08.05.1879 — начальник 13-й пехотной дивизии и генерал-адъютант.
14 июля 1884 Корф был назначен приамурским генерал-губернатором и командующим войсками Приамурского военного округа, а 22.04.1887, помимо этого, наказным атаманом Приамурских казачьих войск. Заботился о поднятии экономического и образовательного уровня края: при нём увеличилась численность населения, стал быстро заселяться Южно-Уссурийский край (юг современного Приморского края), началась разработка залежей каменного угля на Сахалине, а также местных лесных и рыбных богатств; были приняты меры к прекращению хищнической эксплуатации котикового промысла на Командорских островах и к развитию морских отношений с Китаем, Японией и Кореей. По инициативе Корфа в 1885 году в Хабаровке состоялся съезд сведущих людей (высших чиновников, промышленников, купцов 1-й гильдии) для выяснения нужд края; через год — второй съезд. При нём же было открыто много школ и получила развитие миссионерская деятельность среди народов Дальнего Востока.
Жестокость А. Н. Корфа по отношению к политзаключённым привела к Карийской трагедии 1889 года.
Скоропостижно скончался 7 (19) февраля 1893 года. Его могила в Успенском соборе Хабаровска была уничтожена в советское время.

### Смерть и обстоятельства после смерти
Корф скончался очень неожиданно — 6 февраля 1893 года в Хабаровске
— кратко пишет историк из Владивостока Амир Хисамутдинов.
По официальной версии, барон умер 7 февраля на 62-м году жизни на балу во время танцев.
По неофициальной — он умер от паралича сердца в ночь с 23 на 24 января по старому стилю (в ночь на 5 февраля по новому стилю) в своей постели. Это произошло на третий день после апоплексического удара, который случился на званом балу.
Этот званый бал был дан в честь окончания III «съезда сведущих людей» в Хабаровске, который проходил в январе 1893 года. Выступая 20 января на обеде, посвящённом открытию съезда, барон Корф в приподнятом духе подробно остановился на «практических результатах» от деятельности участников предыдущего съезда, сравнив положение Приамурья в 1885 и 1892 годов. И ничего не предвещало беды.
Все сведения, сообщённые мне тогда о крае, оказались верными и точными, в чём я имел возможность лично убедиться при моих последующих многократных и внимательных объездах края. Всё, что было намечено съездом, оказалось и верным, и практичным, и я постоянно находил лучшее разрешение каждого вопроса именно в том направлении, которое было намечено съездом
— сказал барон Корф, предложив и далее проводить подобные мероприятия. В этот же день, вечером 20 января 1893 года, был дан бал. На нём и случилась трагедия.
По официальной версии, могила барона Корфа (он был похоронен в одном из пилонов в Градо-Успенском соборе, ныне это Соборная-Комсомольская площади в центре Хабаровска) была уничтожена ещё в советское время. Как писали многие тогда газеты, «в 1931 году барона выкинули на помойку при разборе собора…».
Писатель Дмитрий Нагишкин в своём романе «Созвездие Стрельца» пишет, что никто никуда барона Корфа не увозил и не выбрасывал. Он просто исчез. Писатель почти с документальной точностью описывает вскрытие могилы Корфа в Хабаровске и что произошло после.

«…Когда вскрыли склеп, находившийся в соборе, то обнаружили в нём гроб с останками предпоследнего наместника края — барона Корфа, схороненного в полной парадной форме, со всеми регалиями, — вспоминает Нагишкин. — Весь город сбежался глядеть на барона. Хотя со времени его погребения прошёл не один десяток лет, барон выглядел превосходно. Нафабренные усы его торчали, как у кота. Прямые жёсткие волосы, несколько отросшие, сохраняли идеальный пробор. Густые брови на смуглом лице таили начальственную строгость, и полные губы были чуть-чуть надуты, словно барон хотел заметить: „Фуй! Что здесь за сборище, господа? Попрошу разойтись!“
Присутствующие ахнули, увидев барона, во всем своем блеске пережившего революционные потрясения. Любители старины с восхищением сказали: „Вот, как было раньше-то, а!“ Верующие поняли появление барона в таком виде как некое знамение чего-то кому-то.
Но тут барон удивил всех, кто присутствовал с разными чувствами при его открытии, — он, так и не выразив своего отношения к тому факту, что был нарушен его загробный покой, стал превращаться в прах, и скоро от его чиновного и военного великолепия не осталось ничего, кроме нескольких пучков жестких волос, пломбированных зубов, потускневших сразу пуговиц да каблуков от штиблет, поставленных на добротных гвоздях!
 
В таком виде барон занимал значительно меньше места, и задача перенесения его праха в другое место, на обыкновенное кладбище, уже не составила каких-либо трудностей...»
А вот хабаровский краевед Анатолий Жуков утверждает, что прах барона Корфа и не хранился вовсе под Успенским собором. По его словам, примерно через полтора — два года после захоронения (около 1895 г.) вдова Корфа вывезла прах барона на родину, в Либаву.
В 1945 году, во время американских обстрелах в Лиепае, несколько бомб попало на территорию кладбища, где и был повторно захоронен барон Корф, и… все смешалось с землёй, и теперь ничего не найти
— так писали Анатолию Жукову родственники Корфа из за границы.

## Семья
Жена (с 31 октября 1862 года) — Софья Алексеевна Свистунова, дочь директора департамента личного состава Министерства иностранных дел, тайного советника А. Н. Свистунова.

В браке родились:
- Надежда Андреевна Вебель (ур. Корф) (17.06.1865—26.08.1930/08.08.1930) — замужем (с 16 июля 1886 года) за Фердинандом (Фёдором) Маврикиевичем Вебелем (1855—1919), генералом от инфантерии (1915). Похоронена в Ницце на Русском кладбище Кокад[10][11][12].
  - Наталия Фердинандовна Вебель (20.02.1887—?)
  - Ольга Фердинандовна Тарановская (ур. Вебель) (24.07.1890—28.04.1954) — была замужем за генерал-майором В. П. Тарановским (12.10.1864—07.01.1937). Похоронена в Париже на кладбище Сент-Женевьев-де-Буа[13]
    - Пётр Викторович Тарановский (1917—?) — инженер-нефтяник, церковный деятель, член Союза русских дворян и ассоциации «Санкт-Петербург»

  - Андрей Фердинандович Вебель (10.10.1891—?) — крещён в Санкт-Петербурге, в церкви Святого великомученика Пантелеймона[14]
  - Александра Фердинандовна Вебель (20.01.1893—?)
- Николай Андреевич Корф (27.09.1866—14.10.1924) — генерал-лейтенант лейб-гвардии Семеновского полка, военный писатель. Похоронен в Болгарии в городе Шипка[15].
- Александр Андреевич Корф (30.08.1868—?)

## Награды
Российской империи:
- Орден Святого Георгия 4-й степени (1859)
- Орден Святого Владимира 4-й степени (1861)
- Орден Святого Станислава 2-й степени (1864)
- Орден Святой Анны 2-й степени (1866)
- Орден Святого Владимира 3-й степени (1867)
- Орден Святого Станислава 1-й степени (1869)
- Орден Святой Анны 1-й степени (1871)
- Императорская корона к ордену Святой Анны 1-й степени (1873)
- Орден Святого Владимира 2-й степени (1883)
- Орден Белого орла (1886)
- Орден Святого Александра Невского (1889) и бриллиантовые знаки этого ордена (1891)

Иностранных государств:
- Прусский Орден короны 2-й степени (1861)
- Медаль в память коронования Короля Прусского (1862)
- Датский Орден Данеброг командорский крест (1864)
- Греческий Орден Спасителя командорский крест (1864)
- Императорский австрийский орден Франца Иосифа Большой крест (1874)
- Итальянский Орден Святых Маврикия и Лазаря 1-й степени (1883)

## Память
В память о генерал-губернаторе названы:
- залив Корфа Берингова моря;
- пос. Корф Олюторского района Камчатского края;
- село Корфово Амурской области;
- пос. Корфовский Хабаровского края;
- станция Корфовская Дальневосточной железной дороги;
- село Корфовка Приморского края.